# Herman Teirlinck
Herman Louis Cesar Teirlinck (ur. 24 lutego 1879 w Molenbeek-Saint-Jean, zm. 4 lutego 1967 w Beersel) – belgijski pisarz. Był piątym dzieckiem i jedynym synem brukselskich nauczycieli Isidoora Teirlinck i Ody van Nieuwenhove. W dzieciństwie miał mizerny wygląd. Większość swojego czasu spędzał na wsi Zedelgem wraz z dziadkami ze strony ojca.

## Edukacja
Między 1886 a 1890 chodził do szkoły podstawowej Karel Buls w Brukseli. Uczęszczał do szkoły średniej Koninklijk Atheneum w Brukseli gdzie studiował grekę i łacinę. W 1879 na prośbę ojca zaczął studiować Faculté des Sciences na Université Libre de Bruxelles, ale chciał stać się pisarzem, a nie naukowcem. Kiedy ukończył pierwszy rok medycyny na Universite Libre de Bruxelles przeniósł się na Uniwersytet Gandawski by studiować filologię germańską; tutaj też sobie nie radził i w końcu porzucił uniwersytet w Gandewie. Pierwsze jego swoje poematy to Metter Sonnewende (1899) i Verzen (1900). W Gandawie poznał Karela van de Woestijne, z którym się przyjaźnił aż do jego śmierci w 1929.